# Ritrovarsi in Rye Lane
Ritrovarsi in Rye Lane (Rye Lane) è un film del 2023 diretto da Raine Allen-Miller al suo esordio alla regia.

## Trama
Ad una mostra nel Sud di Londra, Yas incontra Dom mentre piange in un bagno: il giovane è stato appena lasciato da Gia, la sua fidanzata da sei anni, che lo ha tradito con il suo miglior amico di Eric. Dom e Yas legano e la donna viene con lui a una cena con Eric e Gia, sorprendendo la ex di Dom. Anche Yas è reduce di una relazione andata in fumo e lamenta il fatto di aver dimenticato la sua copia di The Low End Theory a casa di Jules, il suo ex.
Mentre tentano di irrompere a casa di Jules, Rom e Yas continuano a legare e si baciano, ma dopo essere entrati nell'appartamento vengono sorpresi dal padrone di casa e la sua nuova fidanzata. Dom scopre che è stato Jules a lasciare Yas e non il contrario, come aveva affermato la donna, e la scoperta della bugia lo ferisce. Pur smettendo di vedersi, Yas e Dom non riescono a dimenticarsi l'uno dell'altra e alla fine si rivedono e tornano insieme.

## Produzione
Nell'aprile 2021, a riprese avviate, è stato annunciato che Raine Allen-Miller avrebbe diretto un film scritto da Tom Melia e Nathan Bryon, con Vivian Oparah e David Jonsson nei ruoli dei protagonisti.

## Distribuzione
Il film è stato presentato in anteprima mondiale il 23 gennaio 2023 al Sundance Film Festival. In Italia il film è stato distribuito su Disney+ dal 31 marzo 2023.

## Accoglienza
Il film è stato accolto entusiasticamente dalla critica. L'aggregatore di recensioni Rotten Tomatoes riporta il 98% di recensioni positive, con un punteggio medio di 8,2 su 10.

## Riconoscimenti
- 2023 – British Independent Film Awards[6]
  - Miglior performance rivelazione a Vivian Oparah
  - Miglior colonna sonora a Kwes
  - Candidatura per il miglior film indipendente britannico
  - Candidatura per il miglior regista a Raine Allen-Miller
  - Candidatura per il miglior regia d'esordio a Raine Allen-Miller
  - Candidatura per la miglior interpretazione protagonista condivisa a David Jonsson e Vivian Oparah
  - Candidatura per la miglior sceneggiatura a Nathan Bryon e Tom Melia
  - Candidatura per la miglior sceneggiatura d'esordio a Nathan Bryon e Tom Melia
  - Candidatura per il miglior casting a Kharmel Cochrane
  - Candidatura per la miglior fotografia a Olan Collardy
  - Candidatura per il miglior montaggio a Victoria Boydell
  - Candidatura per il miglior trucco e acconciature a Bianca Simone Scott
  - Candidatura per la miglior direzione musicale a David Fish
  - Candidatura per il miglior trucco e acconciature a Zoe Clare Brown
  - Candidatura per il miglior produttore rivelazione a Yvonne Isimeme Ibazebo